# Château de Proschwitz
Le château de Proschwitz (Schloß Proschwitz) est un château baroque saxon, près de Zadel dans l'arrondissement de Meissen.  C'est aussi le château du domaine viticole le plus ancien de Saxe.

## Histoire
Les collines de Proschwitz ont fait partie des possessions des évêques de Meissen du XIIe siècle jusqu'à la Réforme. Le domaine est alors réputé pour son vignoble. Un chevalier Eckbert von Proschwitz est mentionné en 1102. Les terres appartiennent à Ernst von Miltitz en 1554. Le manoir qui s'y trouve est détruit pendant la guerre de Trente Ans.
Peter Wedermann l'achète en 1657 ainsi que la seigneurie de Zscheila. Puis la famille von Schilling en est propriétaire et fait construire en 1704 un petit château baroque avec toit à la Mansart. La comtesse Magdalena von Beichlingen, née von Miltitz, poursuit la construction en 1732 en forme de L, puis sa fille, la comtesse von Gersdorff, en hérite. Le baron Carl Friedrich von Berlepsch, maréchal de la cour auprès de l'Électeur de Saxe, l'achète en 1790. Le château passe ensuite à la famille von Carlowitz qui arrange un parc à l'anglaise de 5 hectares. Il est agrandi entre 1882 et 1888 d'une aile à l'ouest. C'est ici qu'a lieu en 1901 le mariage du comte Clemens de Lippe-Biesterfeld-Weissenfeld avec la baronne Frédérique von Carlowitz, qui fait ainsi entrer le château dans la famille de Lippe. Il est restauré en 1914, et l'on dessine à nouveau un petit jardin à la française du côté ouest du corps de logis.
Le château est réquisitionné par les autorités en 1943 pour abriter les enfants délogés par les bombardements. Le prince Christian de Lippe-Biesterfeld est exproprié après la guerre, après avoir été emprisonné, et expulsé en zone ouest. Le château devient un hôpital psychiatrique. Le prince Georg von Lippe réussit à racheter le domaine en 1990-1991, puis le château lui-même en 1997 pour 1 250 000 DM. Il est restauré au début des années 2000.

## Vignoble
Le vignoble de Proschwitz est le plus ancien de Saxe. Orienté au sud le long des collines de Proschwitz, il profite du microclimat, ainsi que de la combinaison de la terre graniteuse et limoneuse du type lœss.
Les chais et les bâtiments d'exploitation datent du XVIIIe siècle et ont été récemment restaurés. Le vin de Proschwitz a obtenu en 1996 le label de la Verband Deutscher Prädikats- und Qualitätsweingüter (VDP). Il appartient aux vins de Spaar, faisant partie de l'appellation des vins de Meissen, au sein des vins de Saxe. Le domaine fait 79 hectares, dont 13,9 hectares en pinot gris, 7,3 hectares en elbling, 7,3 hectares en pinot blanc, 5,9 hectares en pinot noir, le reste en riesling, dornfelder, scheurebe, müller-thurgau, traminer, etc. 14,7 hectares sont consacrés aux vignes jeunes qui n'entrent pas dans la composition du vin.
Un restaurant, où l'on peut déguster les vins du domaine, est ouvert dans une partie du château.

## Source
- (de) Cet article est partiellement ou en totalité issu de l’article de Wikipédia en allemand intitulé « Schloss Proschwitz » (voir la liste des auteurs).